# Bodrum
Bodrum (starořecky Ἁλικαρνασσός (Halikarnássos)) je turecké přístavní město s více než 140 tisíci obyvateli. Leží v provincii Muğla, v jihozápadním cípu Malé Asie, poblíž řeckého ostrova Kós. Hrad je registrován coby světová památka na seznamu UNESCO. Město je mezinárodním centrem turistiky a jachtingu, ale je také jednou z nejvíce seismických oblastí v Turecku.

## Historie
První obyvatelé osídlili okolí zálivu ve 14. století př. n. l. a náleželi k egejské kultuře doby bronzové pod vlivem egyptským (El Amarna). Z té doby pochází nálezy luxusního inventáře z potopené obchodní lodi. Archeologicky doložené souvislé osídlení zanechali řečtí Dórové v 7. století př. n. l. a po nich bylo celé území součástí ostrovních států klasického Řecka. Halikarnássos se stal hlavním městem za vlády perského satrapy Mausóla (376–353 př. n. l.). Ten dal město obehnat hradbami o délce až 7 km. Podporoval řecké výtvarné umění a započal se stavbou své majestátní hrobky, která byla dokončena až za vlády jeho sestry a zároveň vdovy Artemísie II. Mausólovo mauzoleum bylo považováno za jeden ze sedmi divů starověkého světa. Podle této hrobky se začal používat pojem mauzoleum. V téže době se ve městě narodil řecký historik Hérodotos, který o mauzoleu psal. Město zůstalo loajální k Perské říši až do roku 333 př. n. l., kdy je vyplenil makedonský král Alexandr Veliký. Mauzoleum stálo skoro 1400 let a bylo zničeno zemětřesením. Samotná hrobka byla vykradena námořními piráty. 
Roku 1402 město opanovali křižáčtí rytíři řádu johanitů z ostrova Rhodos, použili základy byzantské stavby a kameny z ruin mauzolea k vystavění vlastního hradu sv. Petra, upraveného později na pevnost. Název hrad sv. Petra (Petronium) přešel následně do tureckého názvu města. Roku 1522 město dobyli osmanští Turci v čele se sultánem Sulejmanem Velikým. Po dobytí hradu byla kaple adaptována na mešitu s minaretem, který byl zničen ostřelováním za první světové války. V roce 1997 byla vztyčena jeho replika.
Od 60. let 20. století se město stalo centrem turistického ruchu, který výrazně pozměnil větší část osady rybářů a lovců mořských hub, ale nebyly zde zbudovány výškové hotely ani obdobné stavby, jsou rozptýleny až v širším okolí města.

## Doprava
Bodrum má vlastní mezinárodní letiště Milas Bodrum Airport, ležící 35 km od centra města, další letiště jsou v Izmiru a v Dalamanu. Spojení s městem zajišťuje linkový letištní autobus a cesta trvá asi 45 minut. Dálková autobusová doprava spojuje Bodrum s městy Istanbul, Konya, Adana a Izmir. V přístavu funguje lodní doprava, jak obchodní, tak rekreační. Má pravidelné spojení s ostrovy Kós a Rhodos, dále místní lodní doprava podél pobřeží a okružní vyhlídkové plavby. Přístav je přístupný také velkokapacitním zámořským lodím.  

## Památky

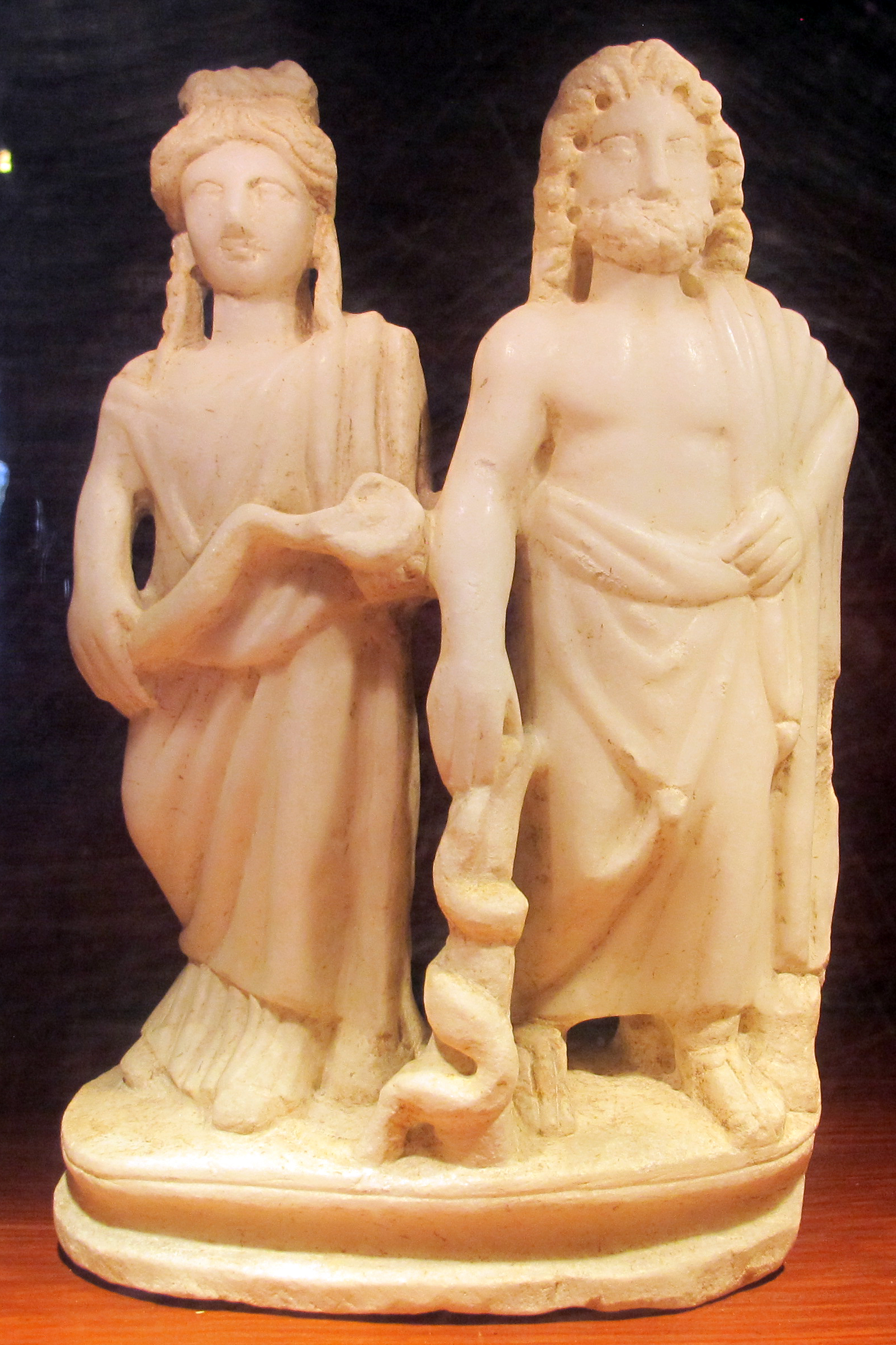
Řecké sochy Asklépia a Hygiey v muzeu

- Antické divadlo – kamenný amfiteátr s polokruhovým stupňovitým hledištěm dal postavit satrapa Mausólos ve 4. století př. n. l., patří k nejlépe dochovaným stavbám tohoto určení v Anatolii.
- Hrad sv. Petra (latinsky Petronium, turecky Bodrum Kalesi) – na základech antické a byzantské stavby byl v letech 1404–1437 postaven gotický hrad se šesti věžemi a dvěma pásy hradeb, jeden z nejvýznamnějších a nejlépe dochovaných rytířských hradů své doby, dominanta přístavu; postavili jej rytíři řádu johanitů z ostrova Rhodos; roku 1523 hrad dobyli osmanští Turci, kapli proměnili v mešitu a přistavěli minaret; užívali jej až do vypálení za první světové války; nyní sídlo dvou spojených muzeí: 
  - Muzeum podmořské archeologie, zřízené roku 1962,[1] vystavuje soubor luxusních předmětů: šperků, plastiky, skla a keramiky z Egypta, Sýrie a Palestiny, z vraku lodi z Ulubrun z pozdní doby bronzové (14. stol. př. n. l.). Byly vyloveny roku 1982 pod útesy u nedaleké obce; dokumentace doplněna o výsledky výzkumů z let 1992–1994.
  - Muzeum antické archeologie a umění (v Hadí věži hradu): antické sochy, náhrobky a jejich fragmenty, velký soubor amfor a další keramiky
- Mauzoleum – soubor antických řeckých kamenných fragmentů z monumentální hrobky perského satrapy Mausóla z let 353–350 př. n. l., je vystaven na původním místě, kde je dochovaná také jedna z pohřebních komor; kdysi bylo považováno za jeden ze sedmi divů antického světa.
- Byzantský chrám sv. Mikuláše, patrona námořníků, dochovalo se obvodové zdivo ze 4.–8. století, bez kleneb a kupole.
- Tři větrné mlýny
- Karakaya - turecká vesnice, příklad folklóru minulých století (situována směrem na Gümüşlük)
- Muzeum umění Zekiho Mürena (1931–1996) – muzeum tureckého národního zpěváka, hudebníka a básníka

## Slavní rodáci
- Hérodotos (* 485 př. n. l.) – významný řecký historik, zvaný „Otec dějepisu“
- Hérakleitos z Halikarnassu – řecký elegický básník doby helénismu, 3. století př. n. l.
- Dionýsios z Halikarnassu (54 př. n. l.–8 n. l.) – římský historik, spisovatel a rétor

## Galerie

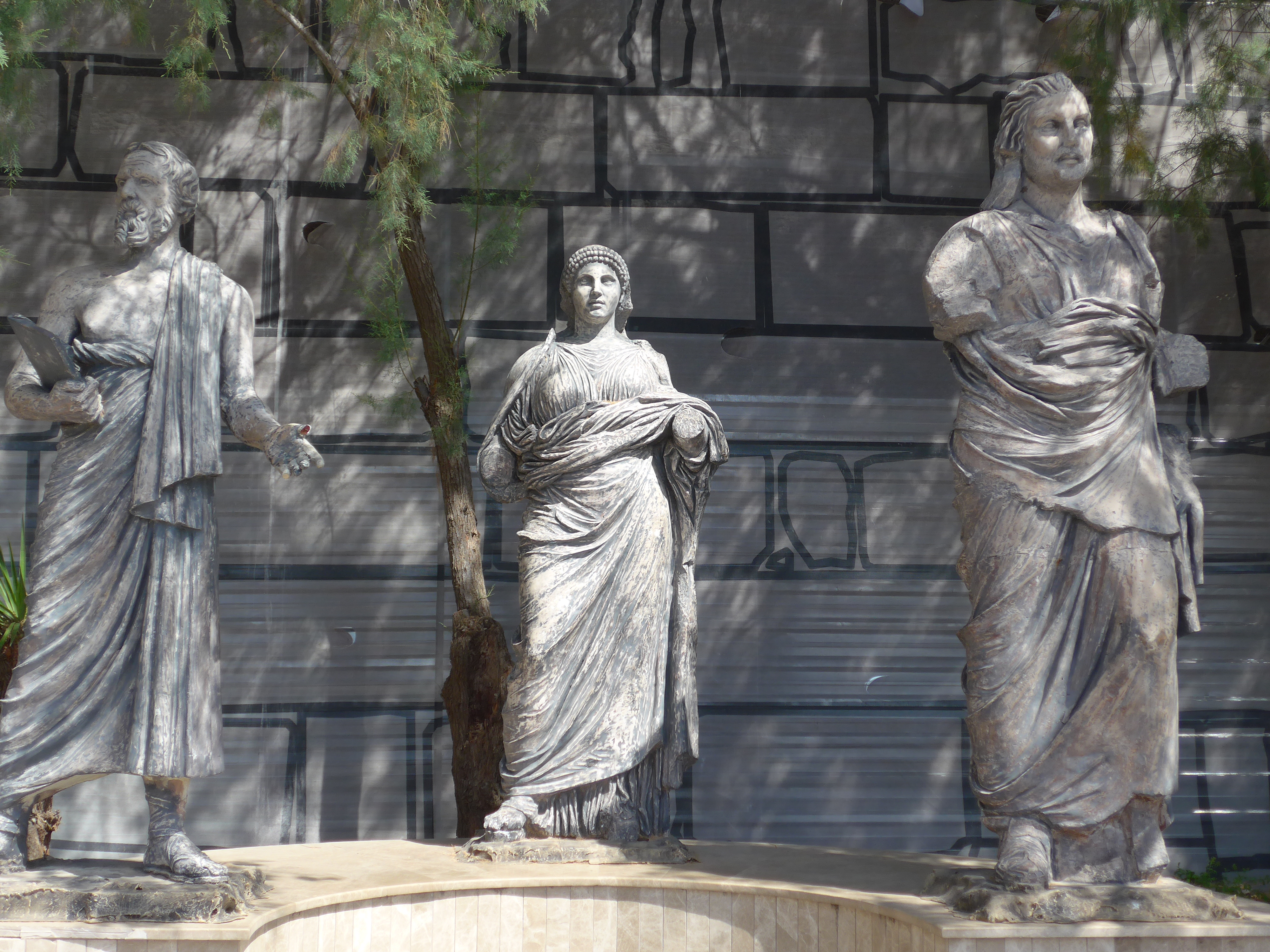
Kopie soch Hérodota, Artemísie a Mausóla
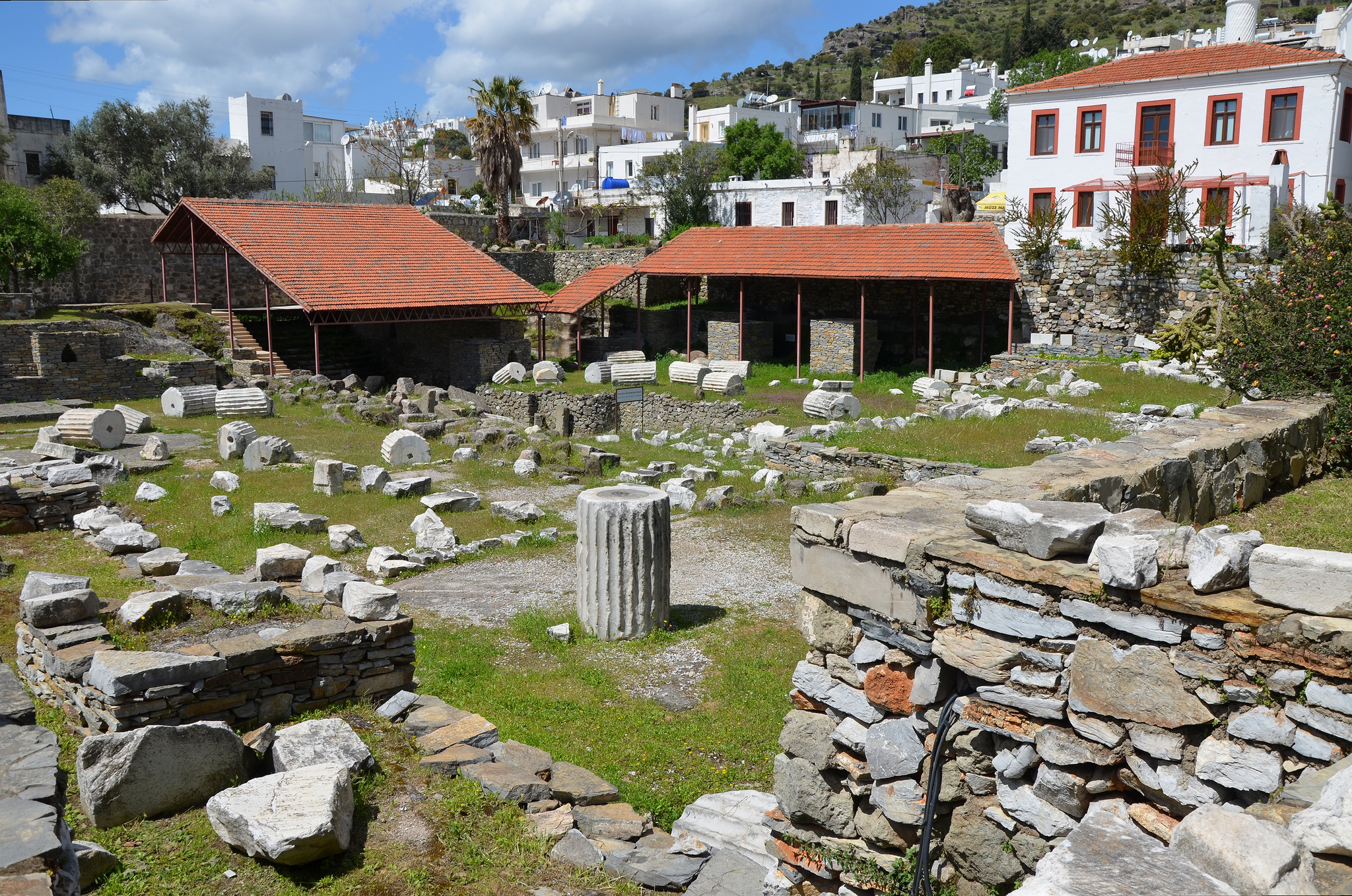
Pohřební komora mauzolea
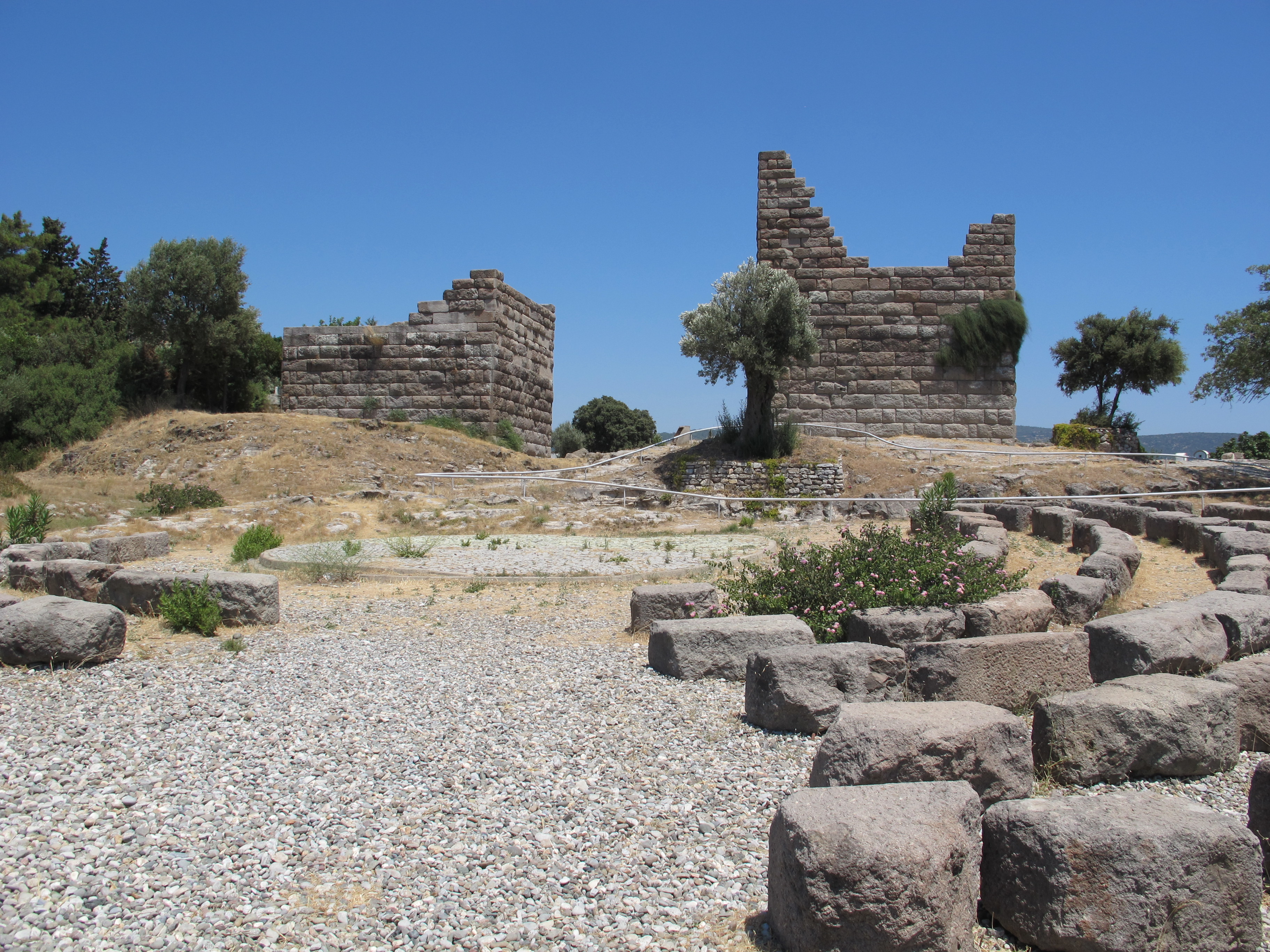
Antická brána Myndos Kapisi
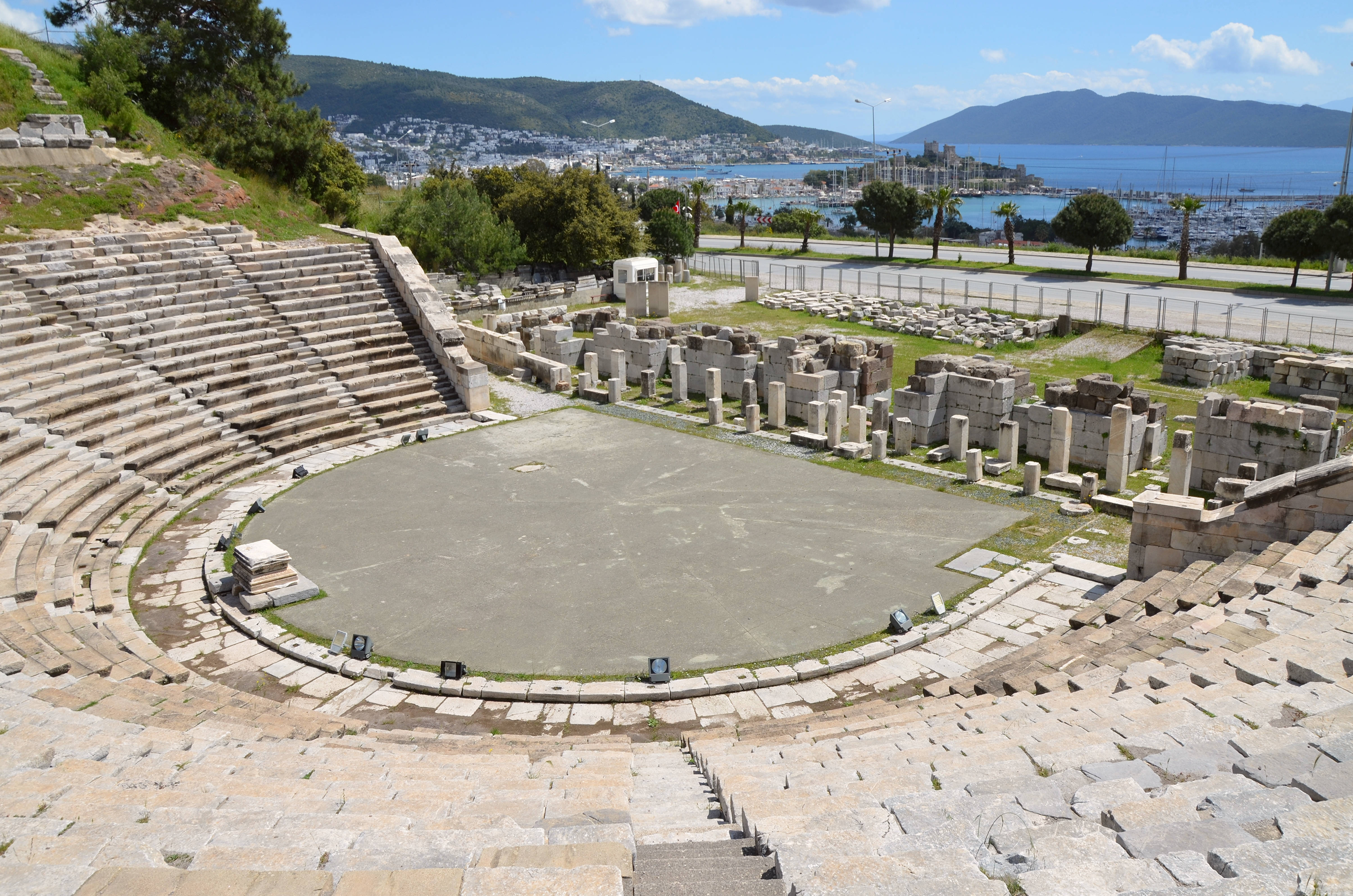
Antické divadlo
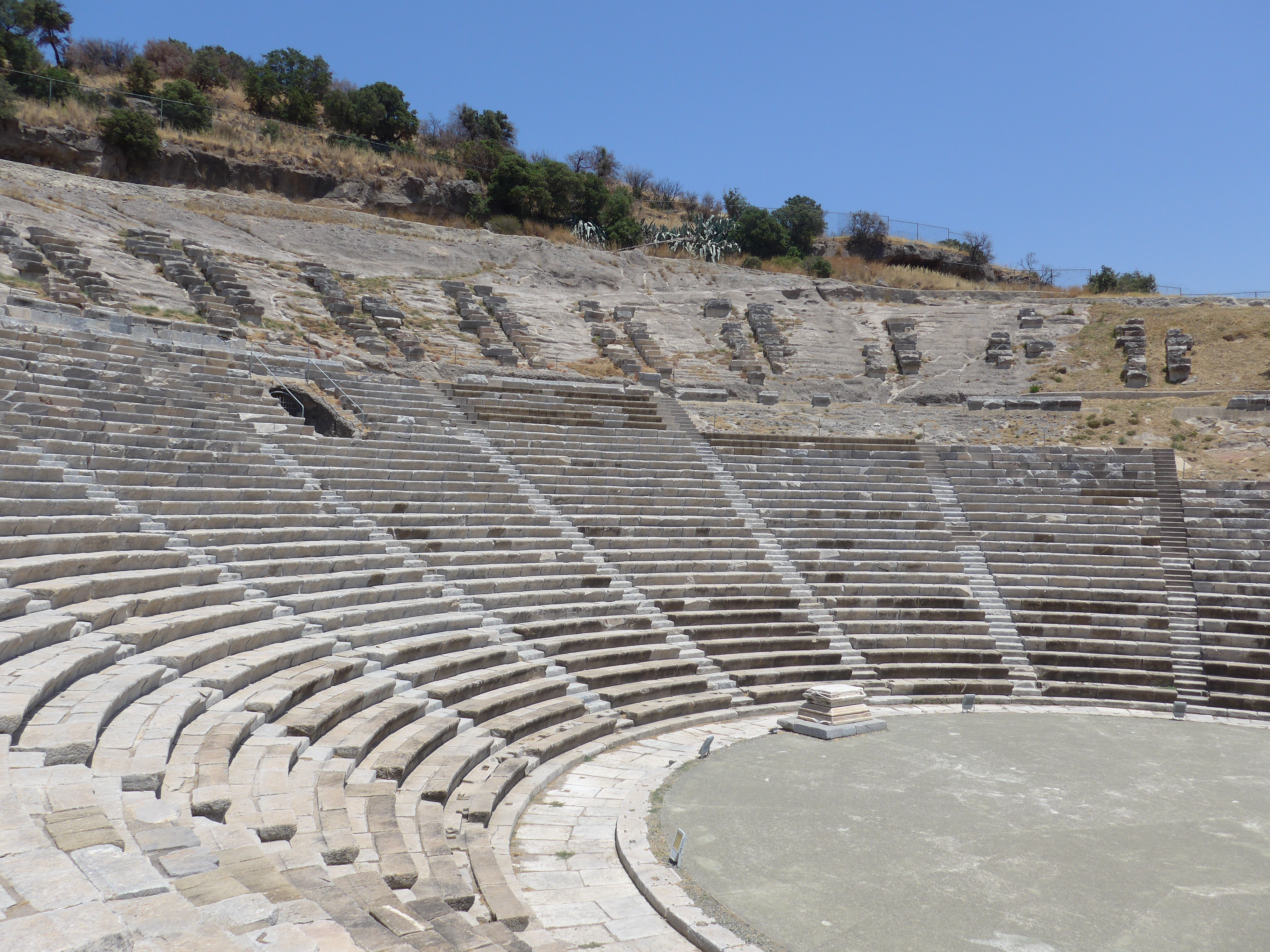
Antické divadlo – hlediště
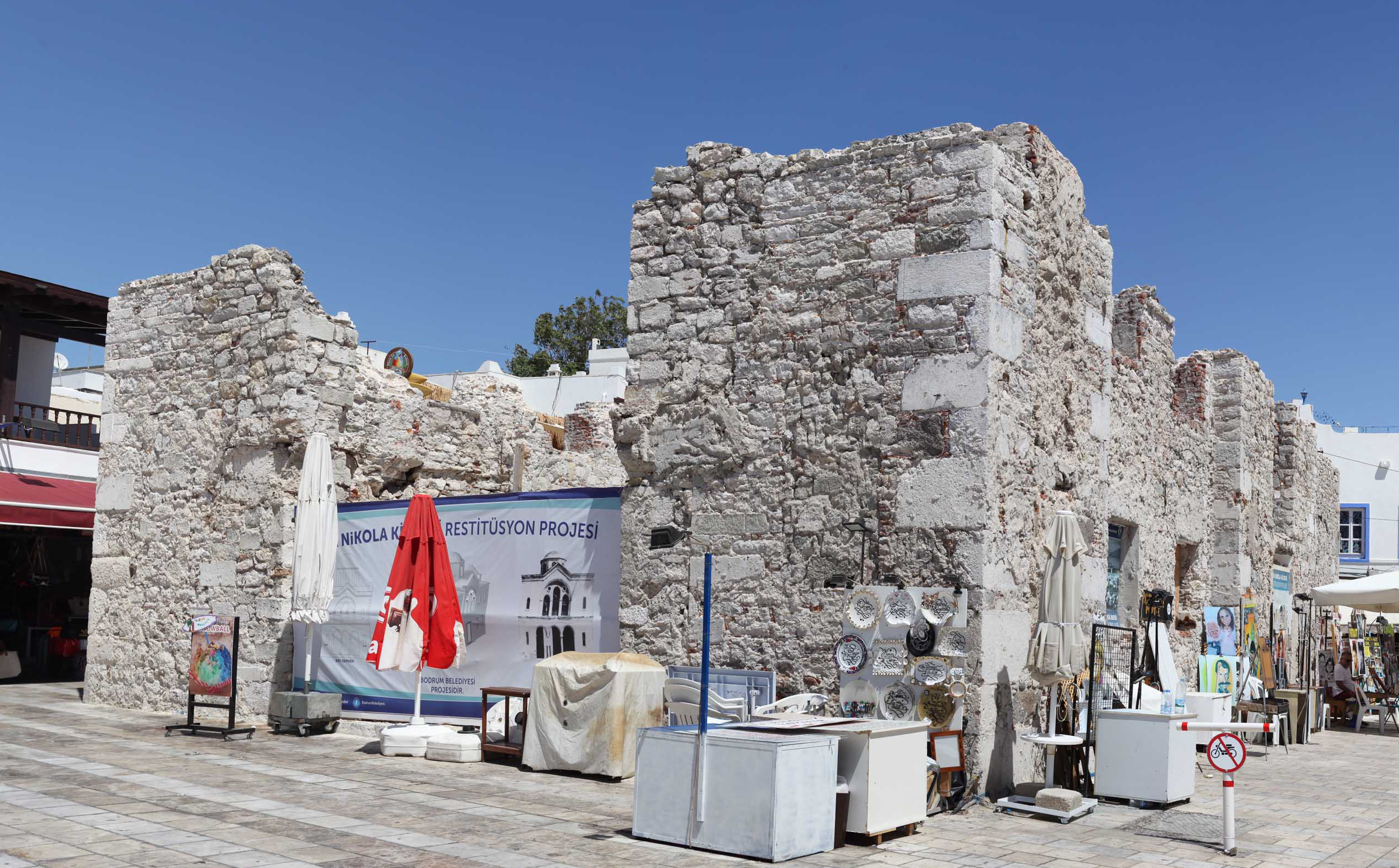
Ruina byzantského chrámu
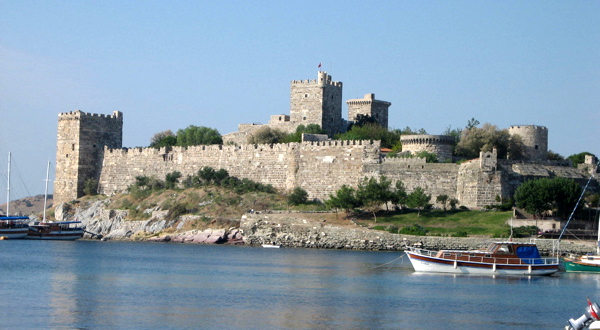
Bodrumský hrad
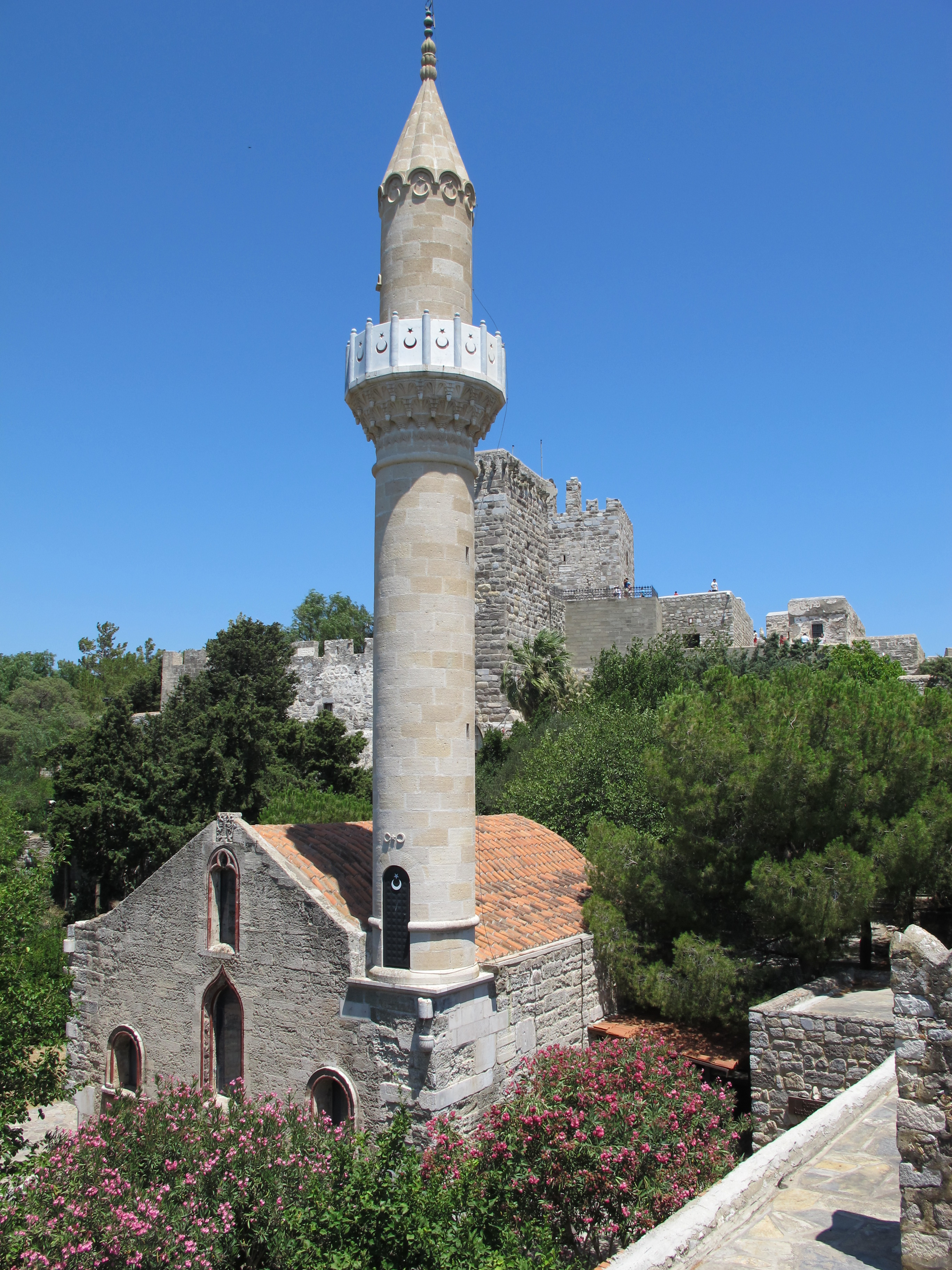
Hradní kaple s minaretem
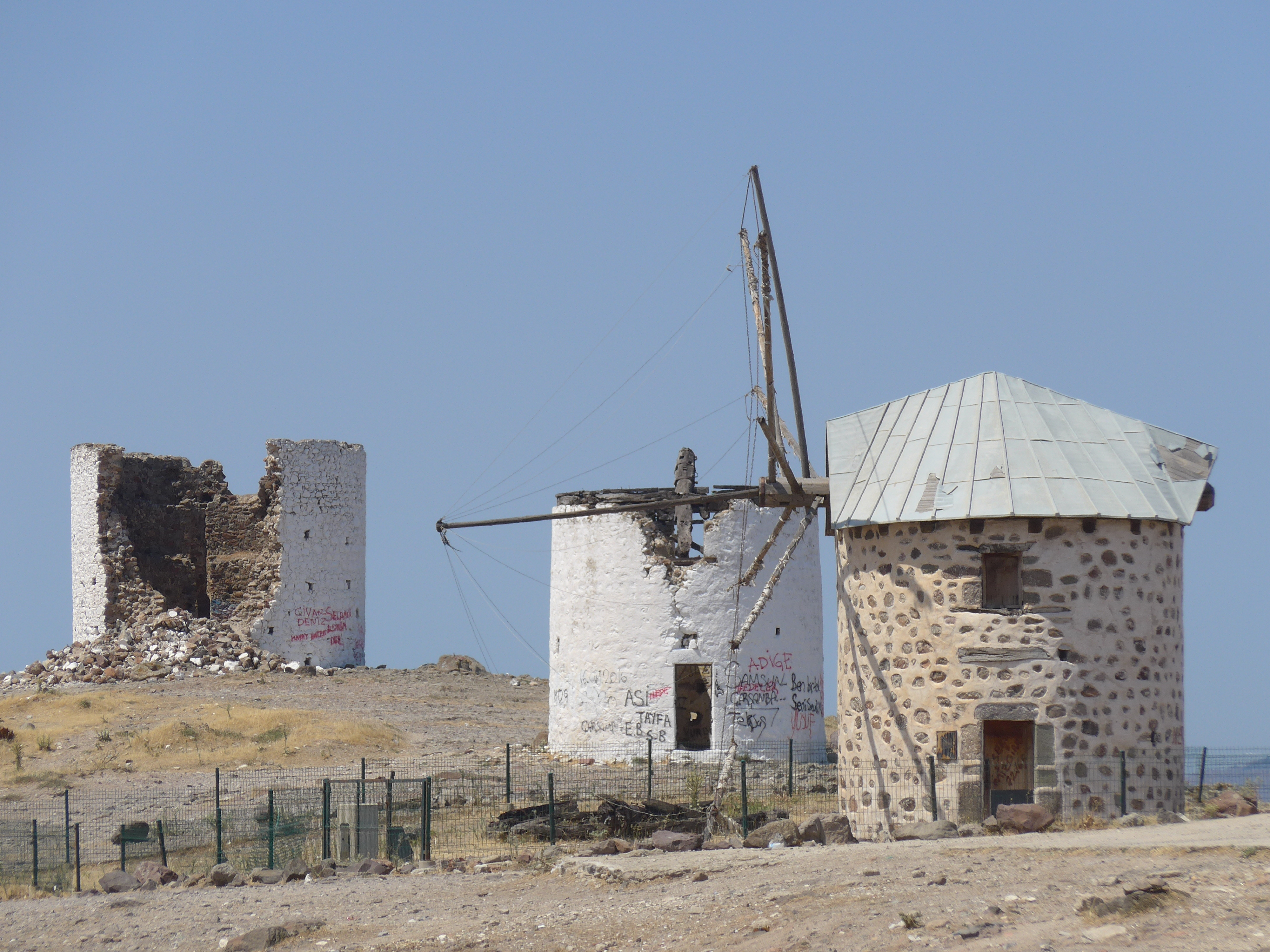
Ruiny větrných mlýnů
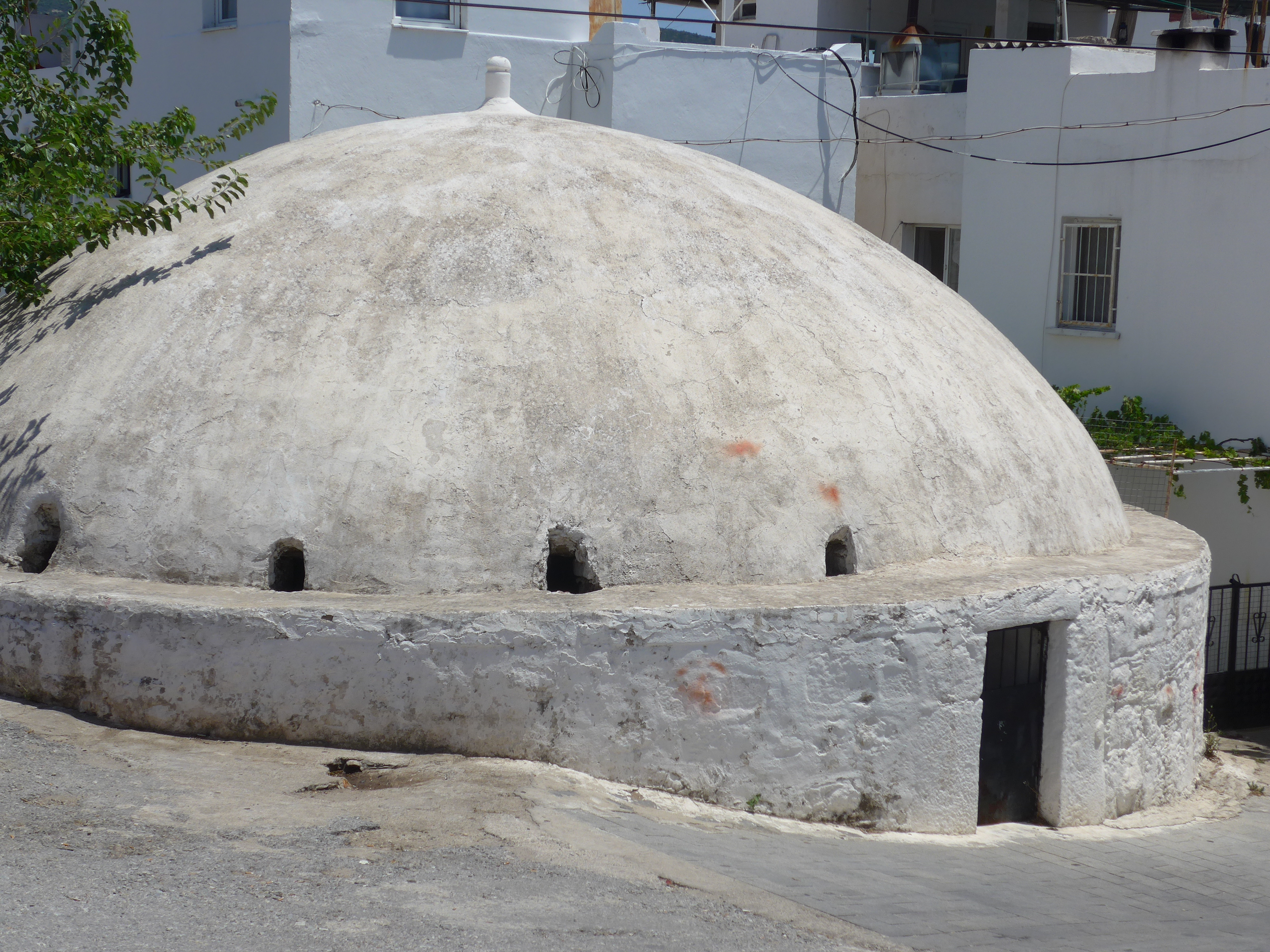
Cisterna na vodu
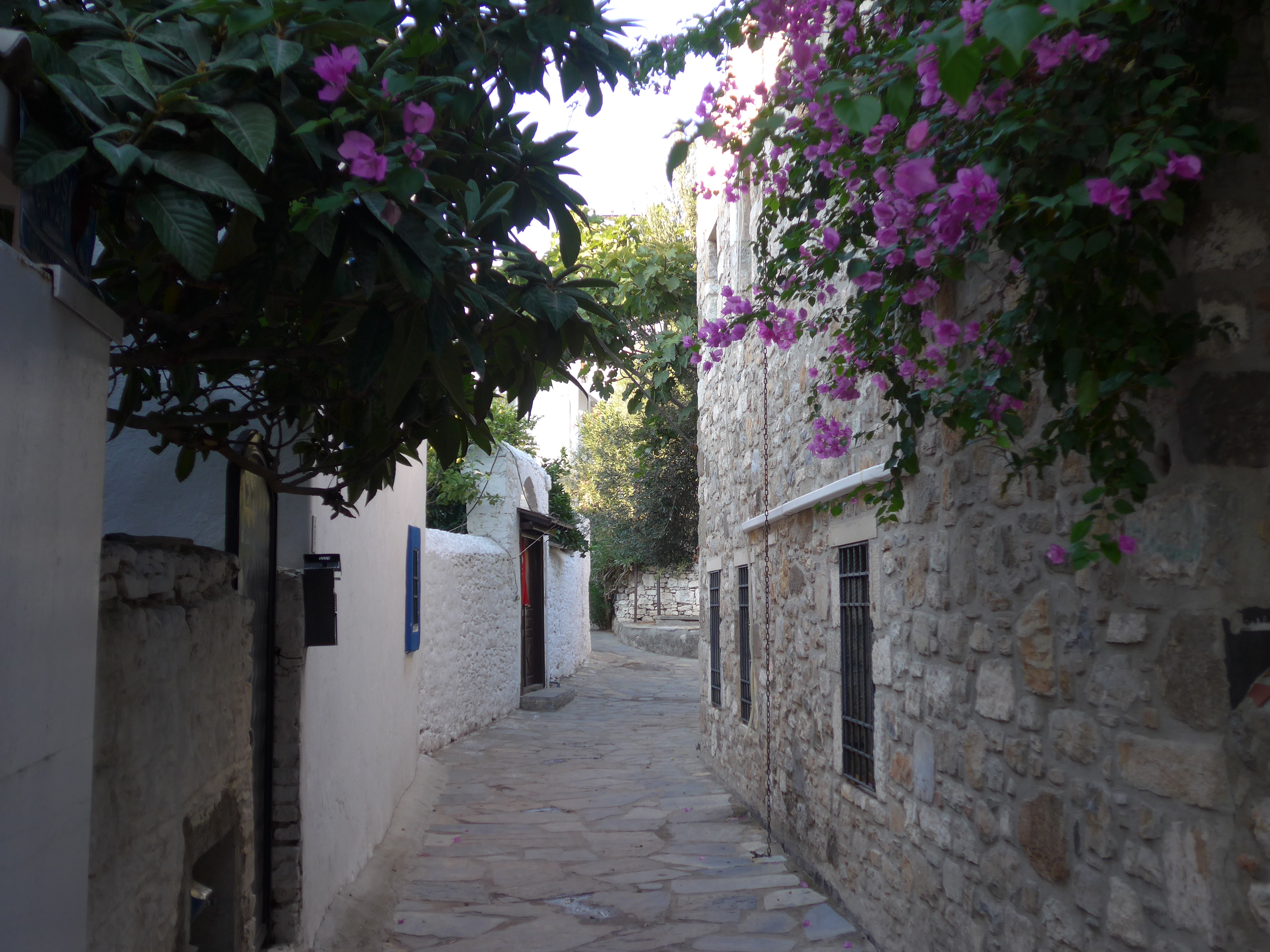
Ulička v historické čtvrti
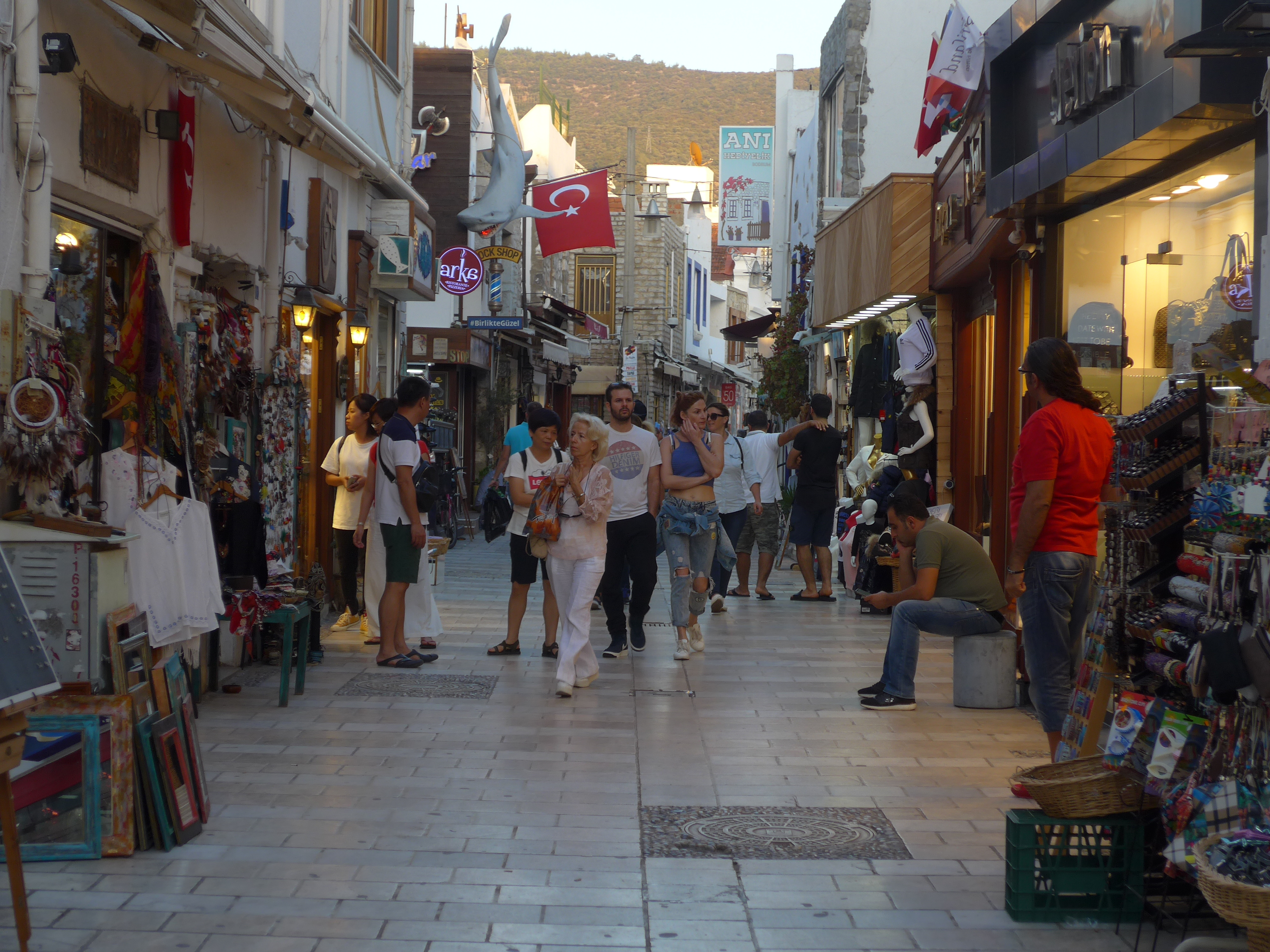
Bazar
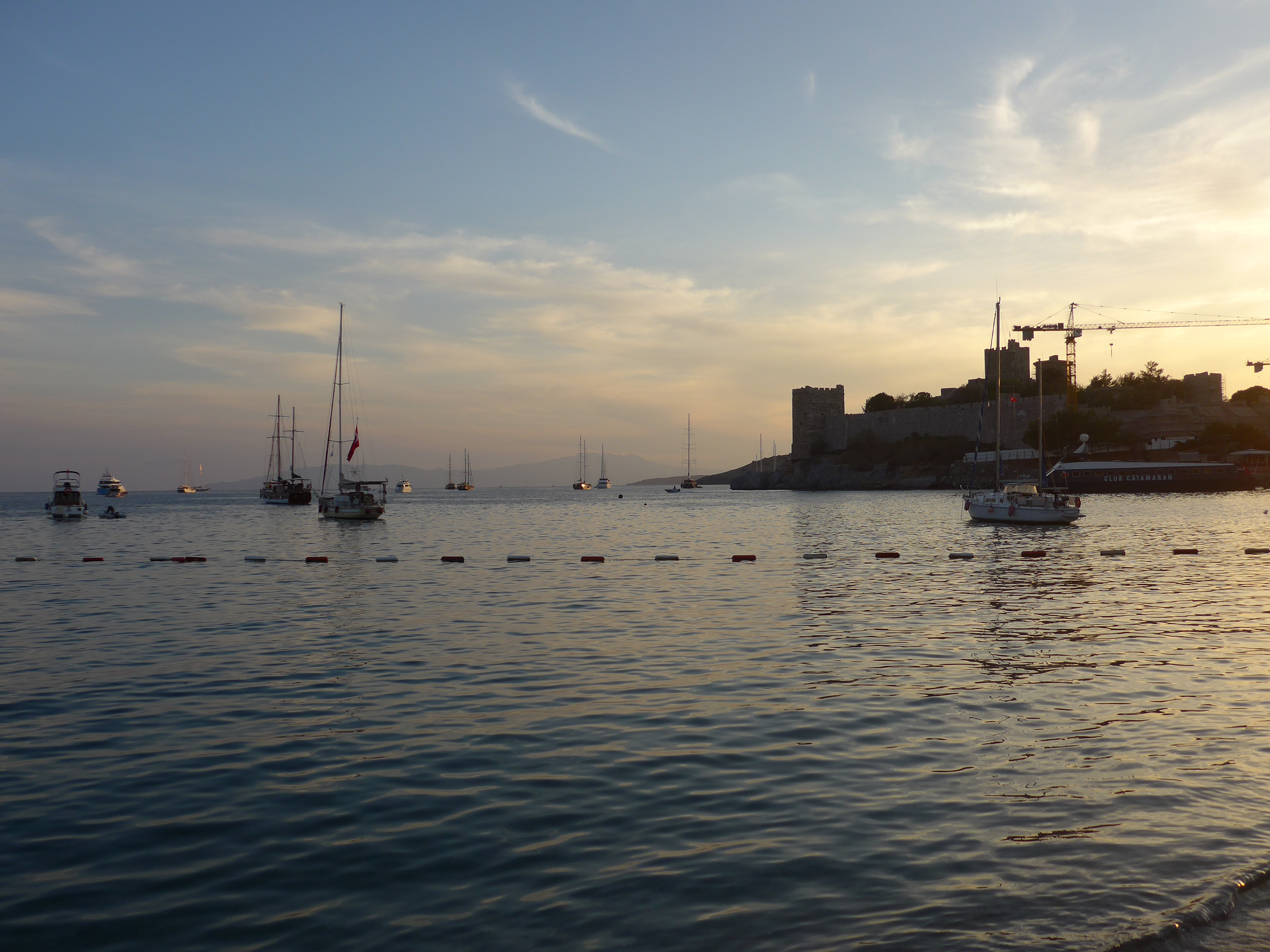
Západ slunce nad hradem